# 메그 맥카프리
마가렛 메그 맥카프리는 아폴로의 시련에 등장하는 가상의 인물이다.
릭 라이어던의 <아폴로의 시련> 시리즈의 등장인물이다. 데메테르의 딸이며, 신호등 같은 패션에 뿔테안경을 쓰고 있는 모습으로 그려진다. 아폴로를 괴롭히는 깡패들을 혼자 쓰러트리고 대신 자기가 아폴로를 터는 것으로 등장한다. 심지어 깡패 미키와 케이드도 도망치게 만드는 것을 보면 릭 라이어던의 퍼시 잭슨과 올림포스의 신 원서 기준 1권 번개 도둑에서 아나베스가 데메테르와 아프로디테 반신들은 약해서 바깥 세상에서 살 수 있다고 말한 것이 틀렸을 수도 있다는 것이다.

## 인적사항
- 데메테르의 딸치고 능력이 정말 강하다. 강하긴 한데 음식물 쓰레기를 조종한다거나 복숭아 정령을 조종한다든지 희한한 쪽으로 강해서이다. 폭력배는 물론이고 괴물이 득시글한 뉴욕 뒷골목에서 열두살까지 혼자 살아남았다니 능력이 여간 센 게 아니다. 알고보니 자신의 아빠는 네로에게 죽었고 네로의 황금 궁전에서 양딸로 자라났다. 그런데 메그의 집안은 대대로 데메테르의 후손이었다. 메그가 나중에 자신의 아빠가 심으려던 황금 씨앗을 심으려는 것으로 보인다.
- 아폴로가 자기가 인간이 되면 주인을 받들어야 한다고 하자 자기가 너의 주인이 된다고 한다. 그냥 하지마라는 건 다 한다. 4권 폭군의 무덤에서 아폴로를 구하려고 무턱되고 행동하는 등 나중에는 아폴로와 남매 사이 정도가 된다. 아폴로도 나중에 메그를 귀여워 해주고.
- 얼마 전 하이퍼블 웹사이트에서 공개된 바로는 메그와 아폴로는 양쪽 끝에 머리가 달린 뱀 암피스베나를 마주치게 된다. https://www.hypable.com/tower-of-nero-cover-chapter-1-2/%5B깨진+링크(과거+내용+찾기)%5D